# Uwe Morgner
Uwe Morgner (* 11. Juli 1967 in Hildesheim) ist ein deutscher Experimentalphysiker und Hochschullehrer.

## Biografie
Morgner, der 1986 sein Abitur am Gymnasium Unter den Eichen Uetze abgelegt hat, studierte von 1988 bis 1994 an der Universität Hannover Physik mit Nebenfach Informatik. Danach wurde er 1997 an der Westfälischen Wilhelms-Universität am Institut für Angewandte Physik promoviert. Von 1998 bis 1999 arbeitete er als Gastwissenschaftler am MIT mit Erich P. Ippen, Hermann A. Haus, James G. Fujimoto und Franz X. Kärtner. Anschließend wurde Morgner 2001 an der Universität Karlsruhe im Fach Photonik habilitiert. Von 2002 bis 2004 war er Gruppenleiter am Max-Planck-Institut für Kernphysik in Heidelberg. Im Jahr 2003 habilitierte er an der Ruprecht-Karls-Universität Heidelberg im Fach Physik. 2004 nahm er einen Ruf der Leibniz-Universität Hannover an. Dort leitet er eine Abteilung im Institut für Quantenoptik, die sich mit Laserphysik beschäftigt. 2018 wurde er zum Fellow der Optical Society ernannt.
Seit 2004 ist Morgner Professor für Experimentalphysik am Institut für Quantenoptik an der Leibniz-Universität Hannover. Dort leitet er die Forschungsgruppe für ultraschnelle Laseroptik und war von 2008 bis 2013 geschäftsführender Direktor des Instituts. Seit 2013 ist er Sprecher des Vorstands des Hannoverschen Zentrums für Optische Technologien (HOT). Von 2011 bis 2019 war er Vorsitzender des Laser Advisory Committee am DESY und Europäischen XFEL. Von 2013 bis 2017 war er Dekan der Fakultät für Mathematik und Physik der Leibniz Universität Hannover. Seit Januar 2019 ist er Sprecher des Exzellenzcluster PhoenixD. Seit 2020 ist er Dekan der Leibniz-Forschungsschule für Optik & Photonik der Leibniz Universität Hannover.
Seit 2006 war Morgner Mitglied im Vorstand des Laser Zentrum Hannover (LZH) und wurde 2013 Mitglied im Wissenschaftlichen Direktorium. 2023 wurde er zum Vorsitzenden des Wissenschaftlichen Direktoriums und damit auch als Mitglied des Vorstands des LZH berufen.

## Forschungsschwerpunkt
Der Hauptschwerpunkt seiner Forschung liegt im Bereich der Erzeugung und Anwendung ultrakurzer Laserpulse. Konkrete Themen sind die Untersuchungen atomarer Starkfeld-Dynamik mittels Elektronenspektroskopie, selektive, hochauflösende und multimodale Laserbildgebung, das Schreiben funktionaler photonischer Strukturen mit Femtosekundenlasern in Glas- und Polymersubstrate, die Demonstration von Femtosekunden Faseroszillatoren und -verstärkern, die Erzeugung der kürzesten Pulse aus Laseroszillatoren, parametrischen Oszillatoren und parametrischen Verstärkern und die Untersuchung der kohärenten Starkfeldphysik (u. a. in der Umgebung plasmonischer Nanostrukturen).

## Veröffentlichungen
- Uwe Morgner: Die Nichtlineare Dynamik der Modenkopplung kontinuierlicher Laser durch gekoppelte Resonatoren. Univ., Diss., Münster (Westfalen) 1997.
- Uwe Morgner: Erzeugung kürzester Laserimpulse im nahen Infraroten. Karlsruhe, Univ., Habil.-Schr., Karlsruhe 2001.

Als Co-Autor hat er Kapitel zu folgenden Fachbüchern beigetragen:
- Fermann (Ed.): Ultrafast Lasers: Technology and Applications (= Optical Engineering). 1. Auflage. Marcel Dekker Inc., 2002, ISBN 0-8247-0841-5.
- Franz X. Kärtner (Ed.): Few-Cycle Laser Pulse Generation and Its Applications (= Topics in Applied Physics. Band 95). 1. Auflage. Springer, Berlin Heidelberg 2004, ISBN 3-642-05760-8.